# Gustav Schenk zu Schweinsberg

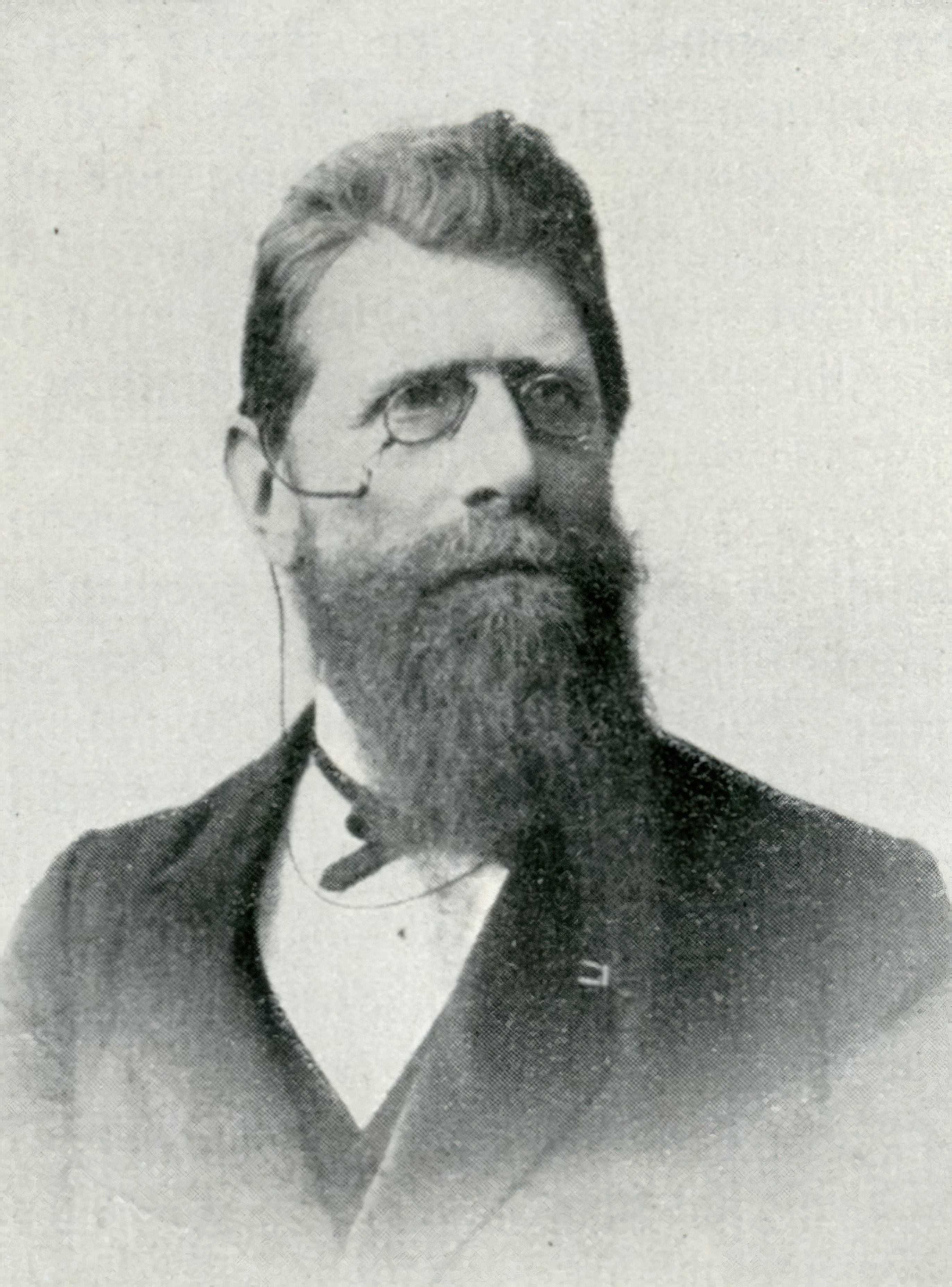
Gustav Schenk zu Schweinsberg

Gustav Ferdinand Carl Johann Ernst Ludwig Freiherr von Schenk zu Schweinsberg (* 16. September 1842 in Kassel; † 25. Juli 1922 in Fronhausen) aus der Hermannsteiner Linie des Adelsgeschlechtes Schenk zu Schweinsberg war Direktor des Großherzoglichen Haus- und Staatsarchivs in Darmstadt.

## Familie
Gustav Schenk zu Schweinsberg war Sohn des damaligen Premierleutnants und späteren königlich-preußischen Generalmajors Karl Wilhelm Ludwig Freiherr von Schenk zu Schweinsberg († 5. Oktober 1877 in Kassel). Die Mutter war Tusnelda von Eschwege († 1886). Ludwig Johann Schenck zu Schweinsberg war ein Onkel. 
Gustav Schenk zu Schweinsberg heiratete Emilie Anna Johanna Emma Ernestine von Grolman (* 11. Juni 1852 in Gießen), Tochter des Hofgerichtsrats Ludwig von Grolman. Aus der Ehe gingen hervor:
- Gunthram Karl Ludwig Rudolf (* 21. Mai 1874)
- Johann Ludwig Reinhard (* 8. Mai 1878)
- Emma Thusnelda Anna Caroline Ida (* 4. Februar 1881)
- Elisabeth Auguste Charlotte Ada Ottilie Alice (* 7. März 1886)
- Eberhard Ferdinand Ludwig Reinhard Gunthram Johann (* 4. Februar 1893)

## Karriere
Nach dem Besuch der Vorschule in Kassel ging er auf die Hohe Landesschule in Hanau, trat dann als Kadett in Kassel in das kurhessische Militär ein und diente ab 1860 im Leibgarde-Regiment. Nach dem für Kurhessen verlorenen Krieg von 1866 verzichtete er auf die Übernahme ins preußische Militär und begann ein Studium der Rechtswissenschaft und der Geschichte an der Universität Gießen im nicht-preußischen, hessischen „Ausland“. Das Studium wurde vom Deutsch-Französischen Krieg unterbrochen, an dem er als Offizier im 1. Großherzoglich Hessischen Leibgarde-Regiment teilnahm. In der Schlacht bei Gravelotte wurde er verwundet.
Nach dem Krieg setzte er sein Studium fort und wurde zweifach promoviert: zum Dr. jur. (1873) und zum Dr. phil. Er ging als Regierungsakzessist in Gießen in den Staatsdienst des Großherzogtums Hessen und wechselte in gleicher Stellung 1875 zum Großherzoglich Hessisches Haus- und Staatsarchiv in Darmstadt. 1877 wurde er Vorstand der Direktion des Großherzoglichen Haus- und Staatsarchivs mit dem Titel „Haus- und Staatsarchivar“, 1886 Direktor des Großherzoglichen Haus- und Staatsarchivs. 1911 ging er auf eigenes Nachsuchen in den Ruhestand.

## Weitere Engagements
Gustav Schenk zu Schweinsberg war Oberstleutnant à la suite der Infanterie. 1879 ernannte ihn Großherzog Ludwig IV. zum Kammerherrn. 1876 wurde er zum Sekretär des Historischen Vereins für das Großherzogtum Hessen gewählt, ab 1890 war er dessen Vorsitzender. 1907 bis 1911 war er staatliches Mitglied der Historischen Kommission für das Großherzogtum Hessen.
Gustav Schenk zu Schweinsberg gehörte dem ersten Denkmalrat des Großherzogtums Hessen an, der aufgrund des 1902 im Großherzogtum erlassenen neuen Denkmalschutzgesetzes, des ersten modernen Denkmalschutzgesetzes in Deutschland, zusammentrat.

## Weiter wissenswert

Großes Staatswappen des Großherzogtums Hessen

Von Gustav Schenck zu Schweinsberg stammt der neue Entwurf für das Wappen des Großherzogtums Hessen von 1902.

## Ehrungen
- 1894 November 25 – Ritterkreuz I. Klasse des Verdienstordens Philipps des Großmütigen[11]
- 1900 Juni 23 – Verleihung der großherzoglich hessischen Goldenen Medaille für Wissenschaft, Kunst, Industrie und Landwirtschaft[12]
- 1902 November 25 – Ehrenkreuz des Verdienstordens Philipps des Großmütigen[13]
- 1904 Dezember 21 – Hof-Dienst-Ehrenzeichens für 25 Dienstjahre[14]
- 1911 August 26 – Geheimrat[15]

### Werke
nach Erscheinungsjahr geordnet 
- Das letzte Testament Landgraf Wilhelm II. von Hessen vom Jahre 1508 und seine Folgen. Ein Beitrag zur Geschichte Hessens während der Minderjährigkeit Landgraf Philipp des Großmütigen. Perthes, Gotha 1876.
- Beiträge zur Kenntnis der in Frankfurt begütert gewesenen Adelsfamilien = Neujahrsblatt den Mitgliedern des Vereins für Geschichte und Alterthumskunde zu Frankfurt a. M. 1878. Frankfurt 1878.
- Aus der Jugendzeit Landgraf Philipps des Großmütigen. In: Philipp Landgraf zu Hessen 1504–1904 = Festschrift des Historischen Vereins für das Großherzogtum Hessen, hg. von Julius Reinhard Dietrich und Bernhard Müller. Elwert, Marburg 1904, S. 73–143.
- Aus der Geschichte der Fronhäuser Burg 1367–1917. 1917.

### Sekundärliteratur
nach Autoren / Herausgebern alphabetisch geordnet 
- Gothaisches genealogisches Taschenbuch der freiherrlichen Häuser, Vierundvierzigster Jahrgang, 1894, S. 795 ff.
- August Roeschen: Gustav Freiherr Schenk zu Schweinsberg †. In: Volk und Scholle 1, Heft 5–6 (1922), S. 145–147 [Nachruf].
- Ingeborg Schnack: Lebensbilder aus Kurhessen und Waldeck 1830–1930, 1958, S. 350.